# Vápenky
Vápenky (deutsch Wapenka) ist ein Ortsteil der Gemeinde Nová Lhota in Tschechien. Er liegt drei Kilometer nordöstlich von Nová Lhota und gehört zum Okres Hodonín.

## Geographie
Vápenky befindet sich im Landschaftsschutzgebiet Bílé Karpaty in den Weißen Karpaten. Die Streusiedlung erstreckt sich unterhalb der Einmündung des Kamenný potok über fünf Kilometer entlang des Oberlaufes der Velička. Zwei Kilometer südlich verläuft die Grenze zur Slowakei. Im Nordosten erhebt sich die Lesná (696 m), östlich der Mechnáč (679 m) und U Bětina Javora (827 m), im Südosten die Velká Javořina (970 m) und Durda (842 m), südlich der Kašpariskův Vrch (777 m) und Psí vršek (477 m), im Südwesten die Zbytky (404 m) sowie nordwestlich der Háj (573 m).
Nachbarorte sind Boršice u Blatnice und Horní Němčí im Norden, Korytná und Strání im Nordosten, Mlýnky, Květná und Šance im Osten, Súš im Südosten, Topolecká und Jazviny im Süden, Nové Pole, Nová Lhota und Javorník im Südwesten, Zámečnické Mlýny, Suchovské Mlýny und Velká im Westen sowie Suchov im Nordwesten.

## Geschichte
Vápenky entstand zum Ende des 18. Jahrhunderts an der Grenze der Herrschaften Uherský Ostroh und Strážnice als Arbeitersiedlung für ein zur Glashütte Květná gehöriges Kalkwerk. Im 19. Jahrhundert bildeten sich entlang des Flusses an den Mühlen weitere kleine Ansiedlungen.
Nach der Aufhebung der Patrimonialherrschaften wurden die Fluren von Vápenky zwischen den Gemeinden Nová Lhota in der Bezirkshauptmannschaft Göding und Strání in der Bezirkshauptmannschaft Hradisch aufgeteilt. Uherskohradišťské Vápenky gehörte zu Strání und die Mühlensiedlungen zu Nová Lhota und Suchov. 1961 wurde Uherskohradišťské Vápenky unter dem Namen Vápenky zum Ortsteil von Strání erhoben. Am 26. November 1971 wurde Vápenky nach Nová Lhota umgemeindet und dem Ortsteil mehrere Mühlensiedlungen zugeordnet. Vápenky hatte im Jahre 1991 33 Einwohner; beim Zensus von 2001 lebten in den 15 Wohnhäusern nur noch 15 Menschen. Wegen der erhaltenen historischen Arbeiterhäuser und Bauernwirtschaften wurde Vápenky zum ländlichen Denkmalschutzgebiet erklärt.

## Ortsgliederung
Vápenky besteht aus den Ansiedlungen Uherskohradišťské Vápenky, Hryzlácké Mlýny, Čerešnické Mlýny, Podširocké Mlýny und Fojtické Mlýny.

## Sehenswürdigkeiten
- Glockenturm in Uherskohradišťské Vápenky
- Wassermühlen an der Velička
- Landschaftsschutzgebiet CHKO Bílé Karpaty
- Naturschutzgebiet Vápenky, östlich des Dorfes zwischen den Tälern der Velička und des Kamenný potok
- Naturschutzgebiete Porážky und Sviní hnízdo, nördlich von Uherskohradišťské Vápenky